# Серж Силберман
Серж Силберман (на френски: Serge Silberman) е френски филмов продуцент от полски произход.
Роден е на 1 май 1917 година в Лодз в еврейско семейство. След като преживява Холокоста, се установява във Франция и от средата на 50-те години работи като продуцент в киното. Сред неговите продукции са филми като „Дискретният чар на буржоазията“ („Le charme discret de la bourgeoisie“, 1972), „Този неясен обект на желанието“ („Cet obscur objet du désir“, 1977), „Дива“ („Diva“, 1981), „Ран“ („乱“, 1985).
Серж Силберман умира на 22 юли 2003 година в Париж.

## Избрана филмография
- „Играчът Боб“ („Bob le flambeur“, 1956)
- „Дневникът на една камериерка“ („Le Journal d'une femme de chambre“, 1964)
- „Сбогом, приятелю“ („Adieu l'ami“, 1968)
- „Млечният път“ („La Voie lactée“, 1969)
- „Дискретният чар на буржоазията“ („Le charme discret de la bourgeoisie“, 1972)
- „Призракът на свободата“ („Le Fantôme de la liberté“, 1974)
- „Този неясен обект на желанието“ („Cet obscur objet du désir“, 1977)
- „Дива“ („Diva“, 1981)
- „Ран“ („乱“, 1985)